# Mycosphaerella colombiensis
Mycosphaerella colombiensis är en svampart som beskrevs av Crous & M.J. Wingf. 1998. Mycosphaerella colombiensis ingår i släktet Mycosphaerella och familjen Mycosphaerellaceae.   Inga underarter finns listade i Catalogue of Life.